# スヴャトヒルシクの戦い
スヴャトヒルシクの戦い（スヴャトヒルシクのたたかい、英: battle of Sviatohirsk）は、2022年のドンバスの戦いにおいて、ドネツィク州クラマトルシク地区スヴャトヒルシク付近で起こったウクライナ軍とロシア軍の戦闘である。

## 背景
2月28日、ロシア軍のハルキウ州イジュームへの攻撃が始まり、3月3日には、ロシア軍のロケット攻撃も続けられた。3月3日、市民8人が亡くなり、伝えられるところでは、町の中心にある病院が深刻な被害を受けているという。
4月1日、ウクライナ軍は、イジュームがロシア軍の支配下にあることを確認した。翌日、ウクルインフォルムによる取材において、ウォロディミル・マツォキン副市長は、住居の80%が破壊され、電力、暖房、水の供給がないと発言した。クレミンナはドンバス攻勢において最初に陥落した（ロシアが4月18日に発表）。ルハーンシク州のセルヒイ・ハイダイ知事は、市民200人が亡くなったが、それ以上の人数の可能性もあると発表した。
4月25日、ウクライナ当局は、ロシア軍勢がクレミンナ市役所のガス爆発で亡くなったと発表した。ロシアが都市を支配している中で戦闘は夜通し続き、市街地で激しい砲撃が交わされた。
4月19日、ロシア軍が市役所を占領した。その日の夜、州知事は、残りのウクライナ軍が撤退し、ロシア軍が都市全域を支配したと発表した。
5月27日頃には、クラマトルシク地区リマンのほとんどがロシア軍の支配下に入った。

## 戦闘経過
5月30日、ロシア軍の砲撃で生神女就寝スヴャトヒルシク大修道院が破壊され、修道士2人、修道女1人が亡くなり、修道士3人が負傷した。同日の夜、ロシア軍が激しい砲撃とともに、より大規模な地上攻撃を行った。5月31日の日中、スヴャトヒルシク全域を包囲する目的でロシア軍の歩兵部隊が強襲し、危険な状態に陥った。
6月4日、生神女就寝スヴャトヒルシク大修道院の敷地内で大規模な火災が発生し、主聖堂が炎上した。ウクライナはロシア軍が火災を発生させたと非難した。
6月3日から4日にかけて、攻撃がより激しくなった。ロシア国防省は、6月6日、スヴャトヒルシクと大修道院を完全に占領したと発表した。6月8日、戦争研究所はロシア軍が市内に侵攻したことを確認したが、スヴャトヒルシクを完全に占領したかどうかは不明であるとの認識を示した。
6月9日、ウクライナのメディアは、ロシア軍が市の一部を支配し、西部は依然としてウクライナ軍が支配していると報じたが、その後、町がロシア軍に占領されていると報じられた。
9月9日、ウクライナ軍によって解放されたが、市内は80パーセントが破壊されており、住民の避難と地雷除去が開始された。